# Daihatsu Sonica
Daihatsu Sonica – samochód osobowy typu kei-car produkowany przez japońską firmę Daihatsu w latach 2005-2009. Dostępny jako 5-drzwiowy hatchback. Następca modelu Max. Do napędu używano silnika R3 o pojemności 0,7 litra. Moc przenoszona była na oś przednią (opcjonalnie AWD) poprzez bezstopniową skrzynię biegów CVT.

## Dane techniczne
Źródło:

### Silnik
- R3 0,7 l (658 cm³), 4 zawory na cylinder, DOHC, turbo
- Układ zasilania: wtrysk
- Średnica cylindra × skok tłoka: 63,00 mm × 70,40 mm
- Stopień sprężania: 9,0:1
- Moc maksymalna: 64 KM (47 kW) przy 6000 obr./min
- Maksymalny moment obrotowy: 103 Nm przy 3000 obr./min